# 王秋湄
王秋湄（1884年—1944年），名薳，字秋湄，号秋斋，亦名军演、君演、世仁。廣東番禺人。民国前革命报人。文人、书法家。

## 生平
1884年生于广东番禺书香人家 。少承庭训，刻苦读书。入广东武备学堂修业，成绩优异，因有革命倾向，不予保送日本陆军士官学校。一度北上就读上海震旦学院。19岁起先后加入兴中会和同盟会，追随孙中山，投身报业，为“兴中会时期之革命同志”、“民国前革命报人”（见国民党元老冯自由著《革命逸史》）。在香港任同盟会机关报《中国日报》编辑兼记者，以犀利文笔鼓吹革命。又在广州与潘达微等创办《平民报》《齐民报》等，迭任《有所谓报》等多家报馆编辑；并开办进取学堂等，广招学生，传播民主。1907年起兼教习于蔡锷、赵声主办的桂林陆军小学堂与黄埔陆军小学堂，参与培植军校生中革命力量。辛亥革命后，呼吁政治革新。曾向孙中山面陈对“行政官自肥”的忧虑。因对民国政治发展失望，不乐仕进，远离官场，与原同盟会多名成员转向实业，淡出报界。1913年二次革命失败后，与潘达微等辗转至香港，加入同盟会员简经论家族创办的南洋兄弟烟草公司，致力打造本国最大品牌烟草公司，抗衡英美烟商。1918年随公司总部北迁上海，曾驻北京、天津等地主管公司业务。又于上海、营口等地经营其它实业。二十年代初定居苏州。抗日战争爆发后，于1938年春举家移居上海直至1944年病逝，终年六十一岁。

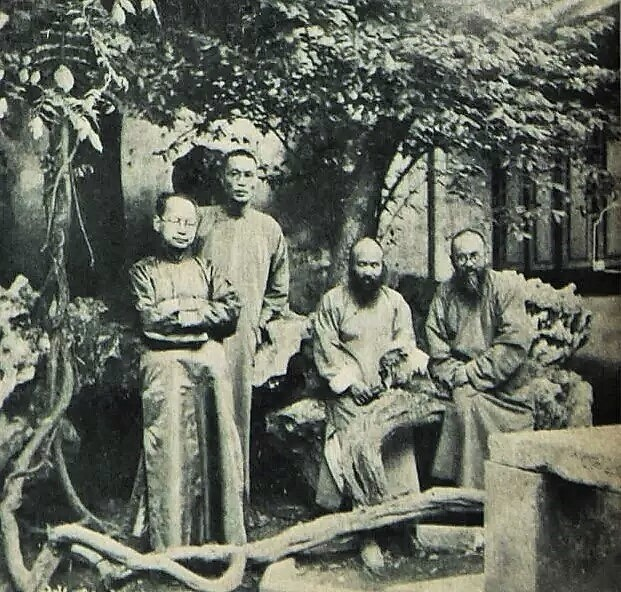
左起叶恭绰,王秋斋（秋湄）,张大千,张善孖，三十年代常聚于苏州网师园

王秋湄一生从事多种职业，但始终不改文人本色。研究书法历四十余年，能各书体，尤擅章草。其章草字体融合先代诸帖，直续两汉，以草解隶，以隶成草，圆润流转中遒劲潇洒，在文人圈内尤为称道。同是文人与书法家的叶恭绰（遐庵）论其章草，有“世殆无与匹”之评（《摄堂诗选》序）。美术史家、南社成员陆丹林推崇其对历代碑帖的研究，书法独树一帜，“对章草颇见肆力，是由赵松雪宋仲温入手，而进窥皇索的”，其“落笔潇洒”，“另外有一种美趣”（《云影秋词—王秋斋的治学》）。金石学家简经论（琴斋）一生收藏其多种章草作品，向晚辈展示时，亟誉为“宋仲温（宋克）而后，鲜有伦比”（《何氏灵璧山房所藏秋斋章草》自序）。除书法外，致力研究文字声韵，收藏金石书画及碑帖，工诗，精字画鉴定。在文化界交游甚广，与黄节（晦闻）、章太炎、 黄宾虹、叶恭绰、张善孖张大千兄弟、易大庵等人尤为至交，常诗画唱和，多次在上海、广东、香港合展金石书画 。自早年起，提倡整理国粹，弘扬书画传统。1912年与黄节、高剑父、陈树人等创设广州“贞社”。1917年与潘达微等创办《天荒》，评诗论画，开创当时国内最大型综合画刊。遗著有《章草例》《摄堂诗选》《北周造像影编》《汉石疑》《说文粤语徵》等多种。

王秋湄深研佛法，自号“無念居士”，与印光法师、虚云禅师等多位高僧交情至深。为人正直，尤重气节。虽以章草行世，除与文人好友交往，平素并不轻易为人写字。曾拒绝为政要题字。叶恭绰论其人品“性不谐俗”,“视世之譁炫干誉者蔑如也”。其后半生，摆脱俗务，谢绝一切名衔，超然尘外，潜心参佛治学，沉酣书法，人书俱老。1944年初春，患脑溢血遽逝于上海。超度佛事上，挽联四壁，吴湖帆书“春雪初融君倏化 ...”，叹其溘然离去。远在北平的老友黄宾虹“闻秋斋翁作古至为悲悼”（见致友人裘柱常信及《黄宾虹日记》）。正在四川的张大千作画悼念“秋斋道兄”。王秋湄身后不留骨灰，遗体火化后，遵其遗愿，由家属经僧人帮助送往苏州灵岩山，终归寂然之界，无墓无碑，化入一片自然之中。

## 诗稿墨迹

### 诗书扇面（右图）
“...... 
不受人怜不受惠，
此生守志老弥坚。
寒山寺近钟先到，
无愧无惊故坦然。”

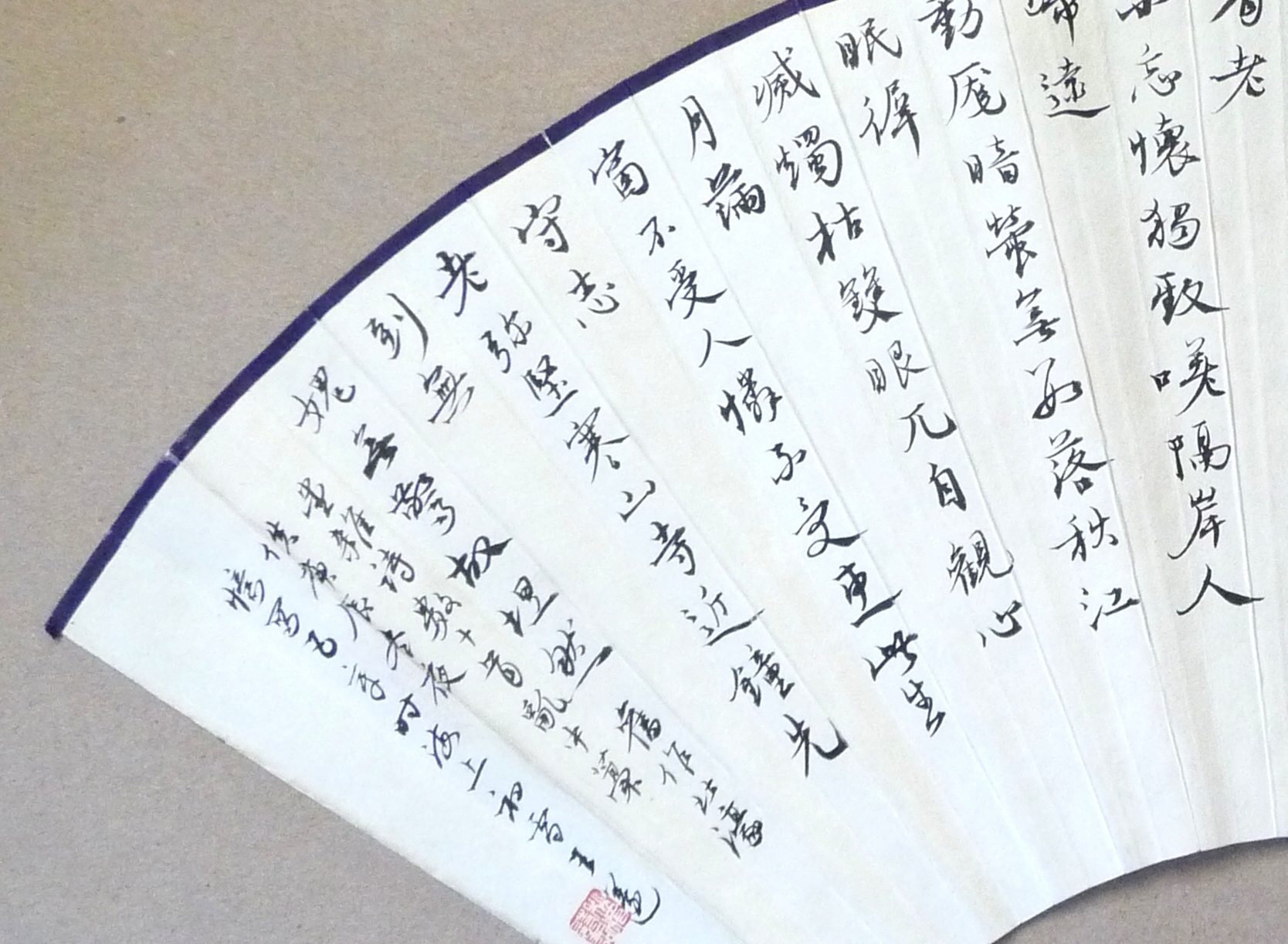
王秋湄诗书扇面（局部）

（注：王秋湄晚年自选旧作杂诗。落款王薳，1940年。）

### 章草诗轴 （右下图）
王秋湄章草山居诗轴，落款“无念王薳”，1940年。（现藏于澳门博物馆。）

### 封面题签（左下图）
王秋湄题签《石涛细笔山水册》，落款“王薳题于黄华吟馆”，钤印“王薳”。  
（注：此王秋湄题签十开本石涛精品册页登载于2010年10月《第二届北京中国文物艺术品国际博览会古代书画展览图录》。）

### 书画合扇（下中图）
（王秋湄书，张大千画，书画金笺合扇“萧疎红叶艳于花”。分别落款“蜀人张爰”与“王薳”。1935年。）
| \| 章草联（右图） 上款：己卯秋深书寄丹林家兄，下款：王薳书涪翁句，钤印：王薳。王秋湄书黄庭坚句“愧无南征蠆尾手，为写黄门急就章”。（注：此句亦为王秋湄书法座右铭。丹林即陆丹林。） 与虚云禅师诗偈唱和 王秋湄原韵: 平生不昧曹溪水。彷彿南華是舊家。殊勝眼窮收窣堵。萬函龍曜護楞伽。 餘魂欲淨猶驚劫。瑞像無言直破邪。乘願憨山今得是。道場知復照袈裟。 虚云禅师“和王秋湄居士薳”: 禪門洙泗儒而佛。幾個知恩解到家。百歲夜燈餘碩果。五宗玄印此那伽。 妙嚴樓閣云何入。歷劫稠林怎不邪。所願福田時廣種。曹溪永護古袈裟。 （注：王秋湄深研佛法，与虚云禅师交谊至深。虚云禅师被誉为民国第一高僧，曾被推为中国佛教协会名誉会长，后谢绝俗务，归隐江西云居山真如寺，119岁圆寂。二人唱和禅诗登载于季羡林主编《虚云老和尚法汇》，2006年。） 《摄堂诗选》例 大千属题八大山人水仙卷 迴看翠羽欲横波，正许孤芳写素娥。 不是惜金调水墨，个山残泪已无多。 （注：王秋湄1934年为张大千所藏八大山人水仙卷题诗。时值内忧外患，寥寥数语，题八大风骨，又自写心境。该《摄堂诗选》收录王秋湄部分诗作，在他遽然去世后由生前文人好友将其编集出版，叶恭绰作序。） 注释 1. ↑ 父亲王鹤隣为广东出版界闻人，去世后曾由黄节撰写墓誌铭，叶恭绰书丹，章太炎篆额。王家原籍清直隶万全县（今河北省张家口市），几代为官。高祖王道宏以武官宦粤，曾祖王浚官至湖北提督，自高祖以下移籍广东番禺。 2. ↑ 当年考入桂林陆军小学堂的新生中包括日后的北伐将领李宗仁、白崇禧等。李宗仁在读期间即加入同盟会。 3. ↑ 孙中山1912年5月5日见王秋湄等三名报界代表，详述土地税政策,争取舆论支持。见同年5月13日上海《民立报》及《申报》。 4. ↑ 《良友》画报第125期,1937年。 5. ↑ 香港收藏家何子忠（曼庵）回忆简琴石晚年展示王秋湄章草，“剖析援引，指点赞叹，亟誉为五百年来第一人，宋仲温而后，鲜有伦比，为之低回玩赏不肯去”。 6. ↑ 香港书画界曾从张大千王秋湄两人名字各取一字举办“千秋书画展”。1941年3月21日简经论（琴斋）也約同王秋湄张大千合展书画，香港多家报纸对此报道。见《星岛日报》当日“岁华书画展今晨开幕展出张大千王秋斋等名作品”“琴斋方家約同王子秋湄張子大千展览书画香江喜赋二律”等报道。 7. ↑ 引自南京大学历史系退休教授吴世民先生2013年对超度佛事现场的亲身回忆。吴先生的父亲吴公幹与王秋湄同为同盟会员，吴王两家为世交。 8. ↑ 张大千悼王秋湄之画于九十年代由王秋湄子女捐赠四川内江张大千故居纪念馆收藏。 9. ↑ 2017年12月上海嘉禾拍卖此册时文字说明“此册经孙毓汶、王薳、钱瘦铁递藏”。 \| |
| 上款：己卯秋深书寄丹林家兄，下款：王薳书涪翁句，钤印：王薳。王秋湄书黄庭坚句“愧无南征蠆尾手，为写黄门急就章”。（注：此句亦为王秋湄书法座右铭。丹林即陆丹林。） 王秋湄原韵: 平生不昧曹溪水。彷彿南華是舊家。殊勝眼窮收窣堵。萬函龍曜護楞伽。 餘魂欲淨猶驚劫。瑞像無言直破邪。乘願憨山今得是。道場知復照袈裟。 虚云禅师“和王秋湄居士薳”: 禪門洙泗儒而佛。幾個知恩解到家。百歲夜燈餘碩果。五宗玄印此那伽。 妙嚴樓閣云何入。歷劫稠林怎不邪。所願福田時廣種。曹溪永護古袈裟。 （注：王秋湄深研佛法，与虚云禅师交谊至深。虚云禅师被誉为民国第一高僧，曾被推为中国佛教协会名誉会长，后谢绝俗务，归隐江西云居山真如寺，119岁圆寂。二人唱和禅诗登载于季羡林主编《虚云老和尚法汇》，2006年。） 大千属题八大山人水仙卷 迴看翠羽欲横波，正许孤芳写素娥。 不是惜金调水墨，个山残泪已无多。 （注：王秋湄1934年为张大千所藏八大山人水仙卷题诗。时值内忧外患，寥寥数语，题八大风骨，又自写心境。该《摄堂诗选》收录王秋湄部分诗作，在他遽然去世后由生前文人好友将其编集出版，叶恭绰作序。） 1. 2. 3. 4. 5. 6. 7. 8. 9. |